# بورس لوکزامبورگ
بورس لوکزامبورگ (انگلیسی: Luxembourg Stock Exchange) بازار بورس اوراق بهادار لوگزامبورگ است، که در سال ۱۹۲۸ تأسیس شد.

## تاریخچه
قانون تأسیس بورس اوراق بهادار در لوکزامبورگ در ۳۰ دسامبر ۱۹۲۷ به تصویب رسید. این شرکت در ۵ آوریل ۱۹۲۸ با نام Société Anonyme de la Bourse de Luxembourg با انتشار اولیه ۷۰۰۰ سهم که هر کدام ۱۰۰۰ فرانک ارزش داشت، تأسیس شد. در مارس ۲۰۱۴ بورس لوکزامبورگ به مقر جدید خود در ساختمان آئورا نقل مکان کرد، که مطابق با مفهوم ساختمان سبز ساخته شده است.